# Jean Leymarie (journaliste)
Pour les articles homonymes, voir Jean Leymarie et Leymarie.
 (février 2021).
Si vous disposez d'ouvrages ou d'articles de référence ou si vous connaissez des sites web de qualité traitant du thème abordé ici, merci de compléter l'article en donnant les références utiles à sa vérifiabilité et en les liant à la section « Notes et références ».
Jean Leymarie est un journaliste français. Editorialiste à France Culture, il propose son "billet politique", chaque matin, à 8h15, du lundi au vendredi.

## Biographie
Jean Leymarie est le fils de Michel Leymarie, historien français.
Diplômé du Centre de formation des journalistes, Jean Leymarie est arrivé à France Info en 2001, après avoir effectué un stage de plusieurs mois à la rédaction de Deauville du journal Ouest France. Après un passage par le service « Reportages », il a rejoint le service « Économie et social ». Il a présenté la Une de l’économie, édition du matin, pendant quatre ans, de septembre 2001 à juin 2005.
De septembre 2005 à juin 2022, il a animé de nombreux rendez-vous d'actualité sur la même antenne, dans des domaines très différents, de la politique à la culture : L'invité de 8 h 15, Mémoire vive, Les choix de France Info, L'histoire du jour, L'invité éco, également diffusé à la télévision, sur le canal 27 de la TNT, etc.
Depuis août 2022, il est responsable du Billet politique au sein de la matinale de France Culture, succédant à Frédéric Says.